# Frank J. Kern
Frank ali France Javh Kern, slovenski pisatelj, urednik in zdravnik, * 18. marec 1887, Breznica pri Škofji Loki, † 4. oktober 1977, Cleveland, Ohio, ZDA.

## Življenje in delo
Rodil se je kot deveti in zadnji otrok kajžarske družine. Sprva je hodil v Ljudsko šolo v Škofjo Loko, nato pa končal tri razrede gimnazije v Kranju in dva v Ljubljani. Med počitnicami po 5. razredu je preprosil slovenskega župnika iz St. Paula v Minnesoti, da ga je vzel seboj v Ameriko. 
Kot šestnajstleten je leta 1903 prispel v New York. Sprejet je bil v semenišče St. Paul, a ga je leta 1906 zapustil in odšel v Cleveland ter postal pomožni urednik lista Nova Domovina. Bil je eden od ustanovnih članov Slovenske narodne čitalnice v Clevelandu in njen drugi tajnik. Začasno pa je prevzel tudi uredništvi Glasnika in Narodne besede. Ko je Nova Domovina prenehala izhajati, je leta 1908 začel urejati Ameriko (kasneje Ameriška domovina). Istega leta se je lotil študija medicine in leta 1912 diplomiral. Dolga leta je bil uradni zdravnik slovenskih podpornih organizacij. 
Leta 1919 je v samozaložbi izdal angleško-slovenski slovar, sedem let pozneje pa še angleško-slovensko berilo. Veliko je v okviru Slovenian American national council (SANC, Slovenski ameriški narodni svet) delal v prid stare domovine, posebej med 2. svetovno vojno. Leta 1942 je v knjižni obliki izdal Spomine.

## Knjižna dela
- A complete pronouncing dictionary of the English and Slovene languages : for general use = Popoln angleško-slovenski besednjak : z angleško izgovarjavo (1919). (COBISS)
- Angleško-slovensko berilo = English-Slovene reader (1926). (COBISS)
- Spomini ob tridesetletnici prihoda v Ameriko (1937). (COBISS)
- A Pronouncing english-slovene dictionary : for general use = Angleško-slovenski besednjak : z angleško izgovorjavo (1944). (COBISS)